# Phillips Academy
De Phillips Academy (ook bekend als PA, Phillips Academy Andover, of Andover) is een gemengde school die voorbereidt op een universitaire studie, voor zowel 'interne' als 'externe' studenten, met de mogelijkheid tot een jaar extra opleiding na behalen van het examen. De school bevindt zich in de Verenigde Staten, in Andover, Massachusetts, 25 mijl ten noorden van Boston. De Phillips Academy heeft 1131 studenten, en is zeer selectief in het toelaten van studenten (9% in het schooljaar 2022–2023).
Opgericht in 1778, is Andover een van de oudste middelbare scholen in de VS. Gedurende zijn bestaan heeft hij een lange lijst van bekende alumni opgebouwd, waaronder de Amerikaanse presidenten George H. W. Bush en George W. Bush, buitenlandse staatshoofden, congresleden, vijf winnaars van de Nobelprijs en zes ontvangers van de Medal of Honor.
In 1973 werd het een gemengde school, na de fusie met de nabijgelegen meisjesschool Abbot Academy.

## Overzicht
De Phillips Academy is de oudste academie in de VS, opgericht in 1778 door Samuel Phillips jr. Zijn oom, dr. John Phillips, richtte later in 1781 de Phillips Exeter Academy op. Het vermogen van de Phillips Academy was per februari 2016 iets meer dan een miljard dollar. Andover wordt beheerd door een Raad van bestuur. Raynard S. Kington was sinds 2019 het hoofd van de school.
Tot 1973 werden aan de Phillips Academy uitsluitend jongens toegelaten. In 1973 werd gefuseerd met de Abbot Academy, een eveneens in Andover gevestigde kostschool voor meisjes. Abbot Academy, opgericht in 1828, was een van de eerste scholen voor meisjes in New England.
Andover bereidt in het algemeen zijn studenten voor op een vervolg-studie aan de Yale-universiteit.
De door studenten uitgegeven schoolkrant The Phillipian is de oudste schoolkrant van een middelbare school in de VS. The Phillipian verscheen voor het eerst op 28 juli 1857, en wordt op reguliere basis uitgebracht sinds 1878. Het blad is financieel en redactioneel onafhankelijk van de Phillips Academy. De redactie en alle beslissingen worden uitgevoerd door studenten. De Philomathean Society is een van de oudste debatteergemeenschappen in de VS.
Phillips Academy verzorgt ook vijf weken durende zomercursussen voor leerlingen van middelbare scholen; er kan door ongeveer 600 studenten aan worden deelgenomen.

## Geschiedenis
De traditionale rivaal van Phillips Academy is de Phillips Exeter Academy, die drie jaar later werd opgericht in Exeter, New Hampshire, door John Phillips, een oom van Samuel Phillips. Er is nog steeds sprake van rivaliteit. De football-teams hielden vanaf 1878 bijna ieder jaar een match, waarmee het de oudste rivaliteit tussen middelbare scholen in het land is.

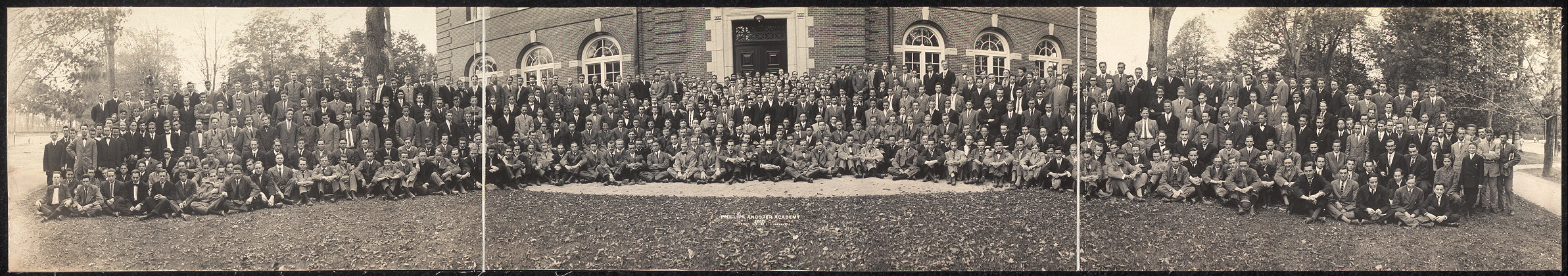
Student body, Phillips Andover, 1910

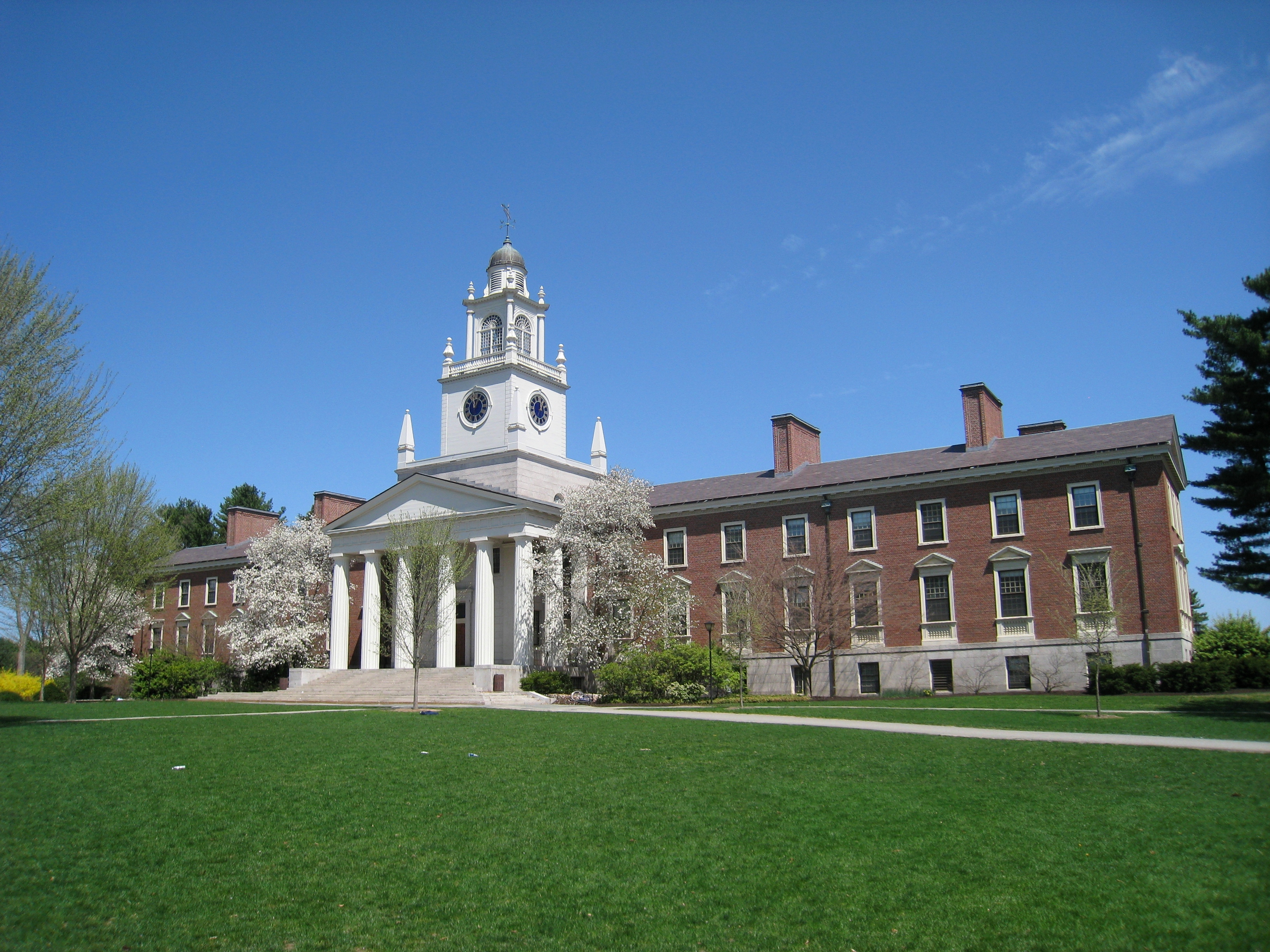
Samuel Phillips Hall

Diverse personen uit de tijd van de revolutie hebben een relatie met de school. George Washington bezocht de school als president van de VS in 1789, en de neven van Washington gingen later naar deze school. John Hancock ondertekende de documenten waarmee de school werd opgericht, en het grote zegel van de school was ontworpen door Paul Revere.
Gedurende honderd jaar had de Phillips Academy een gezamenlijke campus met de Andover Theological Seminary, dat in 1807 werd opgericht op Phillips Hill door orthodoxe calvinisten die waren vertrokken bij het Harvard College nadat daar een liberale unitaristische theoloog tot hoogleraar benoemd was. Het seminarie bestond onafhankelijk van Phillips Academy maar wel hadden ze dezelfde bestuurders. In 1908, verliet het seminarie de Phillips Academy, met achterlating van de gebouwen: academisch gebouw Pearson Hall (een voormalige kapel), en de studentenonderkomens Foxcroft Hall en Bartlet Hall. Deze gebouwen werden later deel van de Andover campus, die in de jaren 20 en 30 van de twintigste eeuw rondom de authentieke kern werd uitgebreid met gebouwen in dezelfde stijl. Sommige delen van de Andover-campus werden gebouwd onder leiding van Frederick Law Olmsted, de ontwerper van Central Park en zelf een voormalig student van de school.
Reveres ontwerp van het zegel van de school bevatte bijen, een bijenkorf en de zon. Het motto van de school, Non Sibi, geplaatst in de zon, betekent "niet voor jezelf." Het tweede motto van de school, Finis Origine Pendet, dat betekent "het einde hangt af van de start", is weergegeven aan de onderkant van het zegel.
Phillips was een van de scholen waar studenten vanuit de "Chinese Educational Mission" door de regering uit de Qing-dynastie van 1878 tot 1881, naartoe werden gestuurd om te studeren. Een van deze studenten, Liang Cheng, werd later de Chinese ambassadeur in de Verenigde Staten.
Tijdens de jaren 1930 was de school aangesloten bij de International Schoolboy Fellowship, een programma van culturele uitwisseling tussen academies in de VS, Britse public schools en middelbare scholen van de Nazi's.

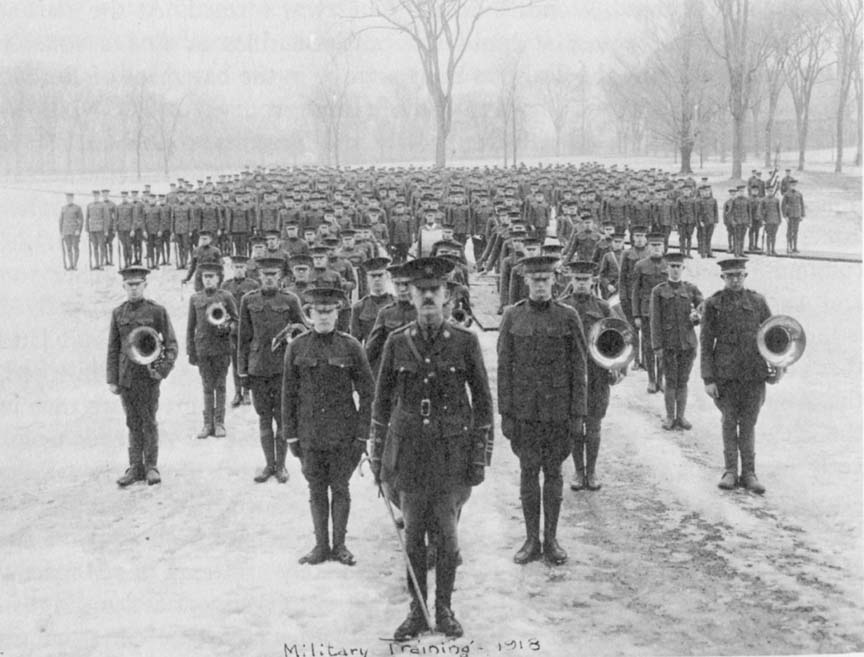
Training van de kadetten van het Andover bataljon bij de school, 1918

Activiteiten die naast de opleiding plaatsvinden aan de Phillips Academy zijn onder meer muziekgroepen, 30 sporten, een campus-krant, een radio-station en een debatvereniging. In 1973 fuseerde de Phillips Academy met de nabijgelegen Abbot Academy, die was opgericht in 1829 als een van de eerste scholen voor meisjes in New England en was genoemd naar Sarah Abbot. Na hun bestaan aan de Phillips Academy, vrijwel direct na de oprichting ervan, werden geheime genootschappen officieel ontmanteld in 1949. Één geheim genootschap is blijven bestaan.
Phillips Academy is een van de weinige privé-scholen (enkele anderen zijn Roxbury Latin en St. Andrew's School) in de VS die in 2007/2008 overgingen op het achterwege laten van een financiële toets bij de toelating van studenten, en sindsdien is aan deze werkwijze vastgehouden. In 2013 werden 3029 aanmeldingen ontvangen en daarvan werd 13% geaccepteerd, een voor de school laagste acceptatie-percentage in de geschiedenis. Van de geaccepteerde aanmeldingen ging 79% daadwerkelijk naar de academy.

## Studie
Het studieprogramma aan de Phillips Academy is ingedeeld in trimesters. Een schooljaar bestaat uit drie periodes, die elk ongeveer 10 weken duren. Veel cursussen duren een jaar, andere beslaan slechts een of twee periodes. Studenten kunnen ook kiezen voor een los onderzoeksprogramma in een onderwerp naar keuze, onder begeleiding van leden van de faculteit.
Andover plaatst studenten niet in een ranglijst, Phillips Academy maakt geen gebruik van de vier-punts GPA-schaal, maar gebruikt GPA met een zes-punts systeem. Het bureau van de decaan verklaart dat er geen formele relatie is tussen het 0-tot-6 systeem en een conventioneel systeem met letters. Echter, een zes wordt beschouwd als uitmuntend en wordt zelden toegekend, een vijf is het laagste cijfer met het predicaat "honors" en een twee is het laagste cijfer waarmee kan worden doorgegaan naar een volgend studiejaar.
In 1952 publiceerden Andover, Exeter, Lawrenceville, Harvard, Princeton en Yale de studie General Education in School and College: A Committee Report. Het rapport had als aanbeveling het afnemen van examens voor het indelen van studenten nadat ze waren toegelaten. Dit programma resulteerde later in het "Advanced Placement Program".
De 239 leerlingen in de klas van 2018, hadden als gemiddelde "SAT"-scores: 720 in de afdeling "Engels" en 740 in de afdeling "wiskunde".

## Gebouwen

### Academische gebouwen
- Bulfinch Hall was ontworpen door Asher Benjamin, een student van de architect Charles Bulfinch, en werd gebouwd in 1819. Nu is in het gebouw de afdeling "Engels" gevestigd. In de zomer en het najaar van 2012 is het gebouw gerenoveerd.[35]
- Het Gelb Science Center, genoemd naar de alumnus donateur Richard L. Gelb, werd in gebruik genomen in januari 2004. Het verving de oudere Evans Hall, die was gebouwd in 1963 en werd afgebroken na het voltooien van Gelb. Het gebouw heeft drie etages elk in gebruik voor een tak van de wetenschap. Op de eerste etage is biologie gevestigd, op de tweede etage natuurkunde, op de derde etage scheikunde. Gelb heeft boven de derde etage ook een observatorium.[36]

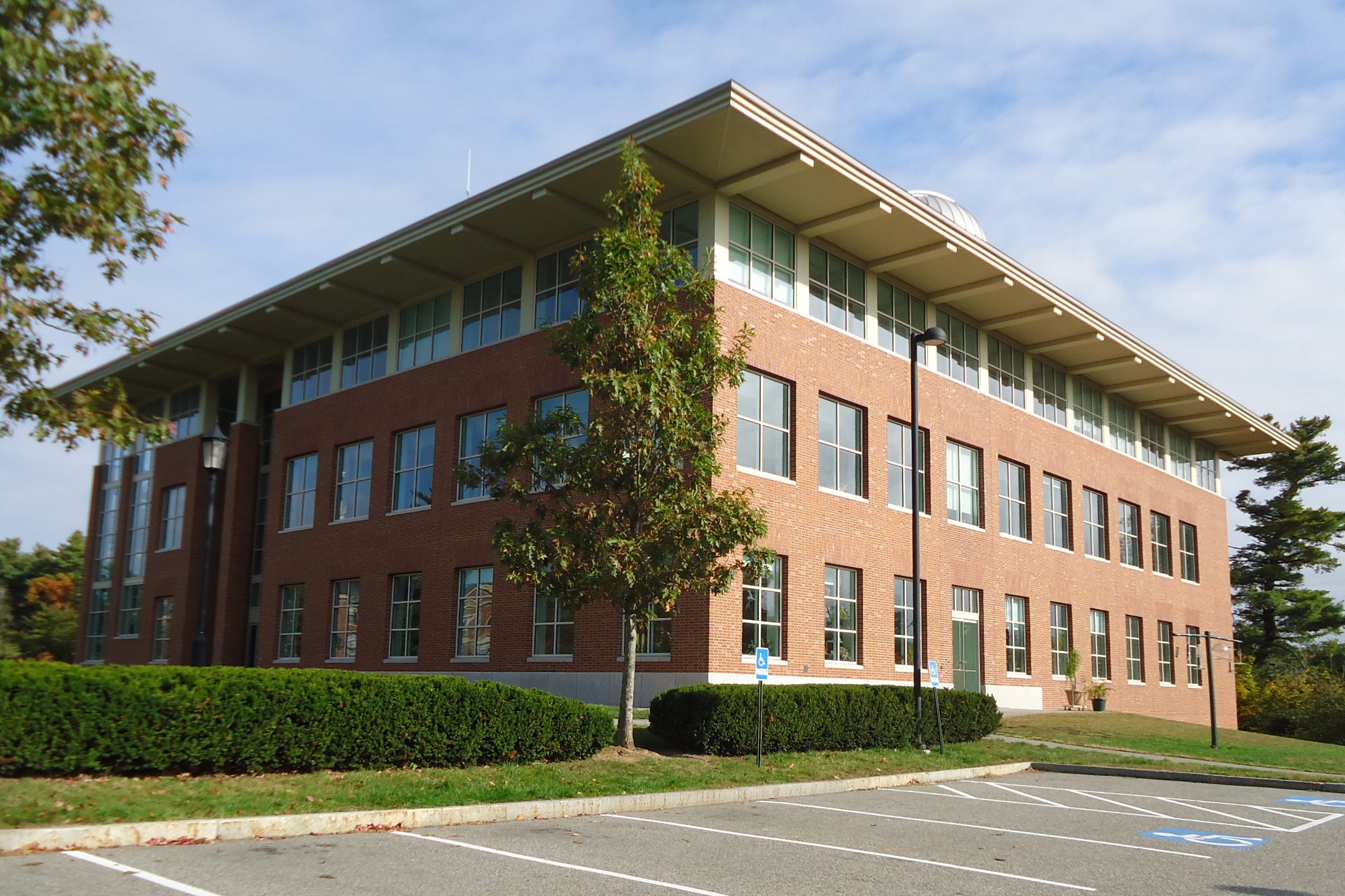
Gelb Science center.

- Graham House werd vroeger gebruikt door de afdeling psychologie van de school en door de psychologische hulpverleners. De afdeling is inmiddels verhuisd naar het Rebecca M. Sykes Wellness Center.

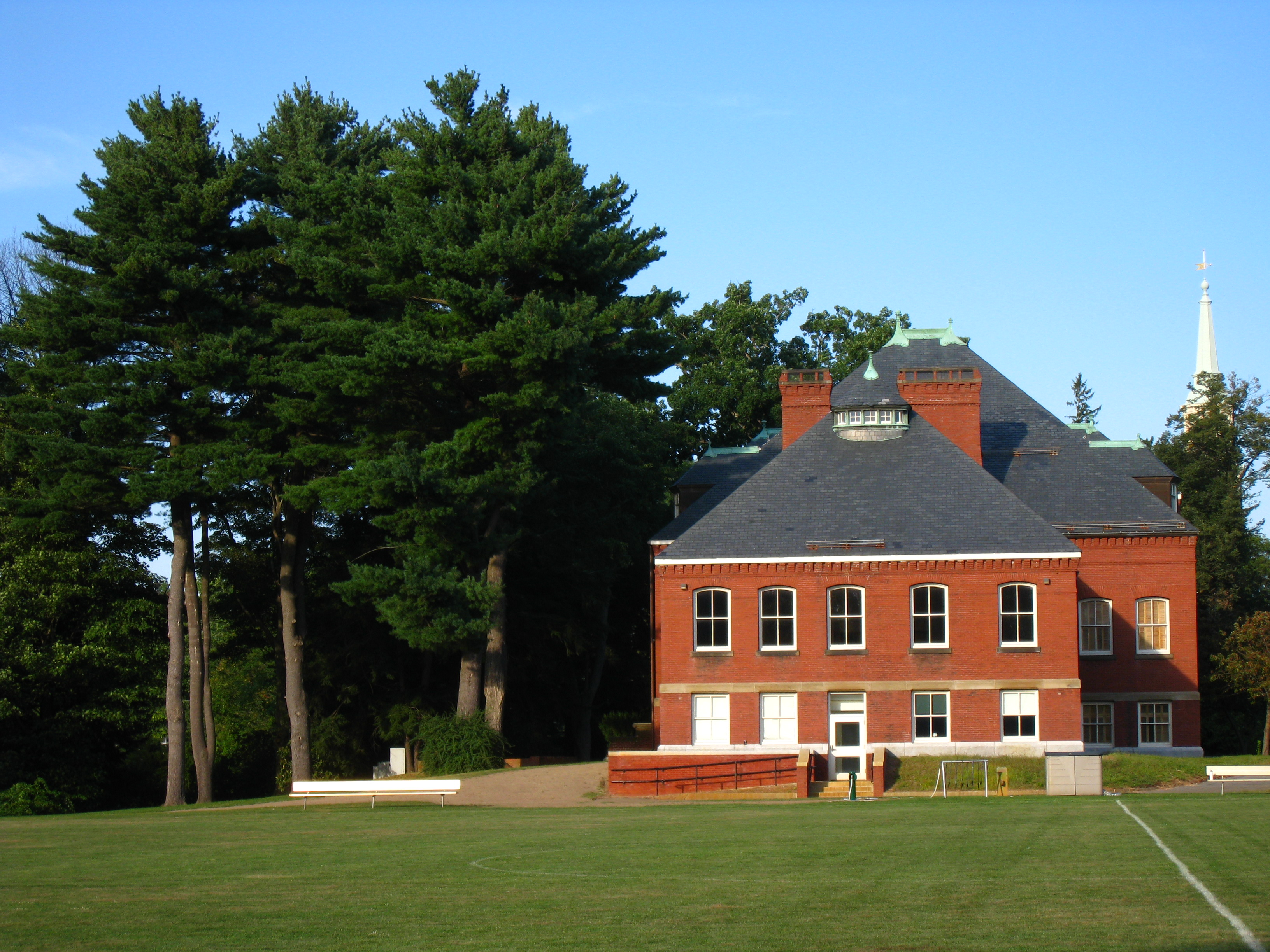
Graves Hall

- Graves Hall is in gebruik bij de afdeling muziek. Gebouwd in 1882, werd de hal genoemd naar de hoogleraar William Blair Graves en was oorspronkelijk een scheikundig laboratorium. In het gebouw bevindt zich een repeteerruimte (Pfatteicher Room), een concerthal (Timken Hall), een studio voor elektronische muziek, en diverse klaslokalen en oefenlokalen studio.
- Morse Hall wordt gebruikt door de afdeling wiskunde, CAMD (Community and Multicultural Development), het door studenten onderhouden radiostation WPAA, en enkele door de studenten uitgegeven publicaties. Morse Hall is genoemd naar Samuel Morse, die in 1805 zijn examen behaalde aan de Phillips Academy en later de uitvinder werd van de telegraaf en de Morse-code.

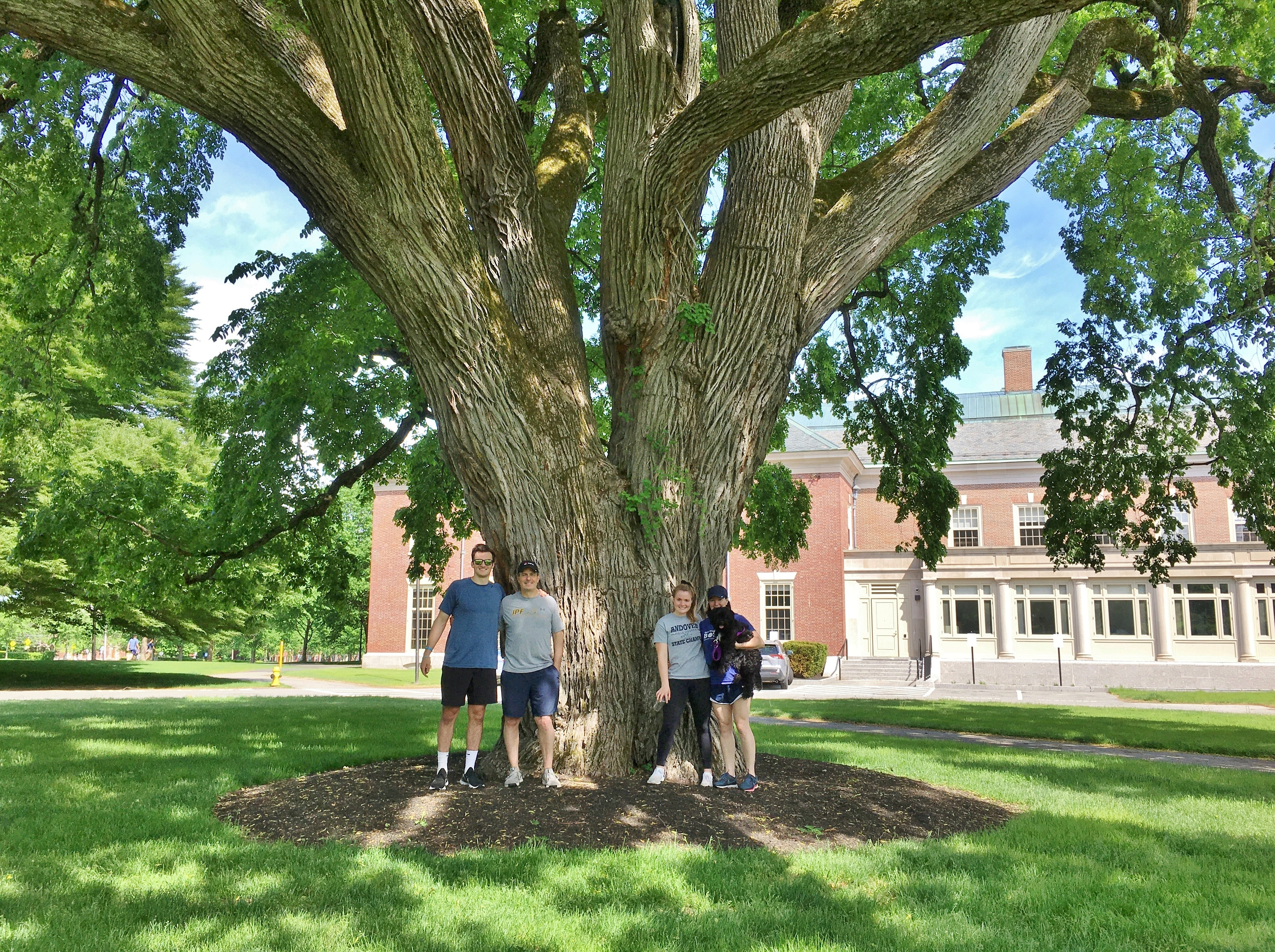
Bezoekers bij de American elm voor de bibliotheek (mei 2020)

- Oliver Wendell Holmes Library (OWHL) werd gebouwd in 1929 (gerenoveerd in 1987 en in 2018–2019) en is genoemd naar Oliver Wendell Holmes Sr., die in 1825 zijn examen behaalde aan de Phillips Academy.[37] De bibliotheek is gebouwd in de "Georgian Revival" architectuurstijl.[37] In OWHL bevindt zich de Garver Room, waar in stilte kan worden gestudeerd.[38]
- Pearson Hall, een van de oudste gebouwen op de campus, gebouwd in 1817, is het gebouw voor de "klassieke" vakken. De enige vakken die hier worden gegeven zijn Latijns, Grieks, Griekse literatuur, mythologie en etymologie. Het gebouw is genoemd naar het eerste hoofd van de school, Eliphalet Pearson.
- Samuel Phillips Hall werd gebouwd in 1924 en is genoemd naar de oprichter van de school. In het gebouw zijn de talen, geschiedenis en de sociale wetenschappen gelokaliseerd, en het taal-laboratorium.

### Gebouwen voor studenten
- Cochran Chapel is een neo-Georgiaanse kerk, in het noordelijke deel van de campus. Ook zijn hier gelokaliseerd: filosofie, religie-studie en kerkdiensten.
- Paresky Commons is de ruimte voor het gebruiken van de avondmaaltijd.
- George Washington Hall werd gebouwd in 1926 en kreeg daarna veel toevoegingen en renovaties. Het gebouw heeft veel functies, waaronder de huisvesting van het bestuur (o.a. kantoor van het hoofd van de school, studie-decanen, studenten-decanen), een postkantoor en een zitkamer en de kluisjes voor de dagstudenten. Ook bevinden zich in het gebouw de afdelingen toneel en kunst.
- The Log Cabin bevindt zich in de 0,26 km² grote Cochran Wildlife Sanctuary, gelegen in de noordoostelijke rand van de campus en is een locatie waar studentengroepen bijeenkomsten organiseren, eventueel met overnachting.
- Rebecca M. Sykes Wellness Center bevat faciliteiten voor de lichamelijke en geestelijke gezondheid van studenten.
- The Snyder Center is een ruimte met een oppervlakte van 9100 m² met sportfaciliteiten voor studenten, waaronder squashbanen en een overdekte atletiekbaan.[39]
- The Pan Athletic Center is een in september 2022 gereedgekomen sportruimte voor studenten, met een oppervlakte van 6500 m², waarin onder meer kan worden gezwommen en gedoken en waarin zich ook dans-studios bevinden.[40]

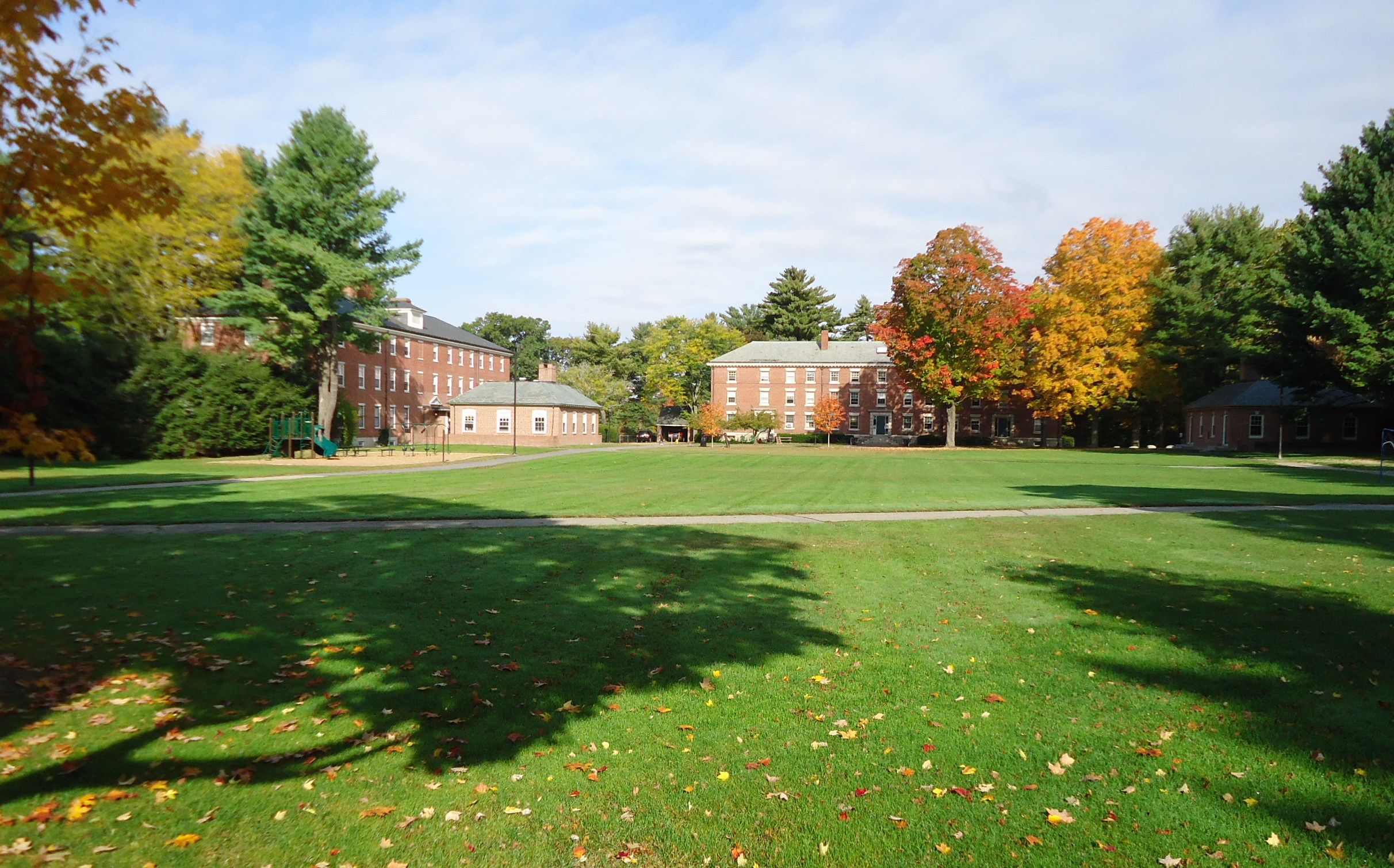
het westelijke kwadrant slaapgelegenheden "West Quad"

De school heeft ook slaapgelegenheid voor de ongeveer 800 studenten. Deze gebouwen hebben afmetingen geschikt voor 4 tot 40 studenten. De campus is georganiseerd in vijf "clusters", bij elkaar gelegen gebouwen. Deze vijf clusters hebben de namen Abbot, Flagstaff, Pine Knoll, West Quad North en West Quad South. Ieder cluster huisvest ongeveer 220 studenten; 40 faculteitsfamilies en een clusterdecaan zijn verantwoordelijk voor het organiseren van sociale activiteiten, oriëntaties, uitjes en "munches" (een sociale activiteit waarbij een compleet cluster gaat snacken).
Tot de slaapgelegenheden behoren America House, waar het liedje America werd geschreven, en Stowe House, waar de Amerikaanse schrijfster Harriet Beecher Stowe (auteur van Uncle Tom's Cabin) woonde toen haar echtgenoot doceerde aan het Andover Theological Seminary. Van de oorspronkelijke gebouwen bestaat er geen enkele meer; de oudste slaapgelegenheid is Blanchard House, gebouwd in 1789. Diverse slaapgelegenheden zijn genoemd naar prominente alumni, zoals Henry L. Stimson, Minister van Oorlog tijdens de Tweede Wereldoorlog, en betrokkenen bij de oprichting van de school, zoals Nathan Hale en Paul Revere. Ook bevindt zich op de campus de in 1930 gebouwde "Andover Inn", een inn met 30 kamers en een ontmoetingsruimte.

## Musea

### Addison Gallery of American Art

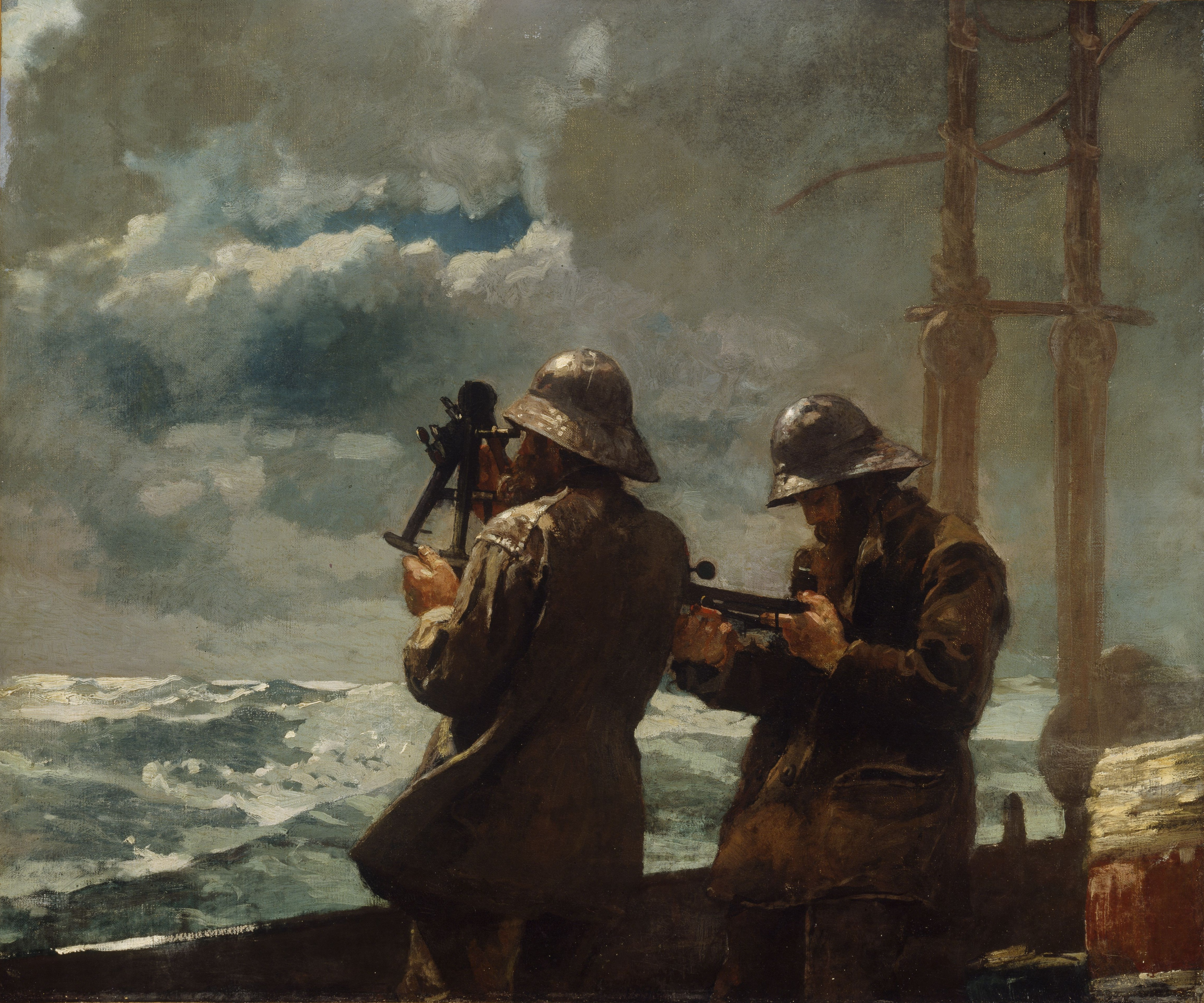
Winslow Homer's Eight Bells, onderdeel van de permanente collectie van de Addison Gallery

De "Addison Gallery of American Art" is een kunstmuseum dat is geschonken aan de school door alumnus Thomas Cochran ter herdenking van zijn vriend Keturah Addison Cobb. De permanente collectie van het museum bevat Winslow Homer's Eight Bells, en werken van John Singleton Copley, Benjamin West, Thomas Eakins, James McNeill Whistler, Frederic Remington, George Bellows, Edward Hopper, Georgia O'Keeffe, Jackson Pollock, Frank Stella en Andrew Wyeth. Het museum heeft ook collecties Amerikaanse fotografie en kunstzinnige decoraties, met zilver en meubilair, onder andere uit pre-koloniaal Amerika en een verzameling koloniale model-schepen. Een wisselend programma tentoonstellingen is toegankelijk voor studenten en andere belangstellenden. In de lente van 2006, gaf de Phillips Academy Board of Trustees goedkeuring aan een project van 30 miljoen dollar voor het renoveren en uitbreiden van de Addison Gallery. Met dit project werd begonnen midden 2008. Per 7 september 2010 was dit gereed en ging het museum opnieuw open voor de gemeenschap van de Phillips Academy en voor de bewoners van de stad Andover.

### Robert S. Peabody Institute of Archaeology
Het Robert S. Peabody Institute of Archaeology werd opgericht in 1901 en is nu een van Amerika's belangrijkste archeologische instituten, met voorwerpen uit de periode van de oorspronkelijke bewoners. Er zijn voorwerpen uit het noordoosten, zuidoosten, midwesten, zuidwesten, Mexico en het poolgebied, uit periodes lopend van de Paleo-Indianen (meer dan 10.000 jaar geleden) tot heden. Het is nu een museum met opleidingsdoelstellingen voor studenten van de Phillips Academy. Maar het is op afspraak ook toegankelijk voor onderzoekers, scholen en bezoekers.

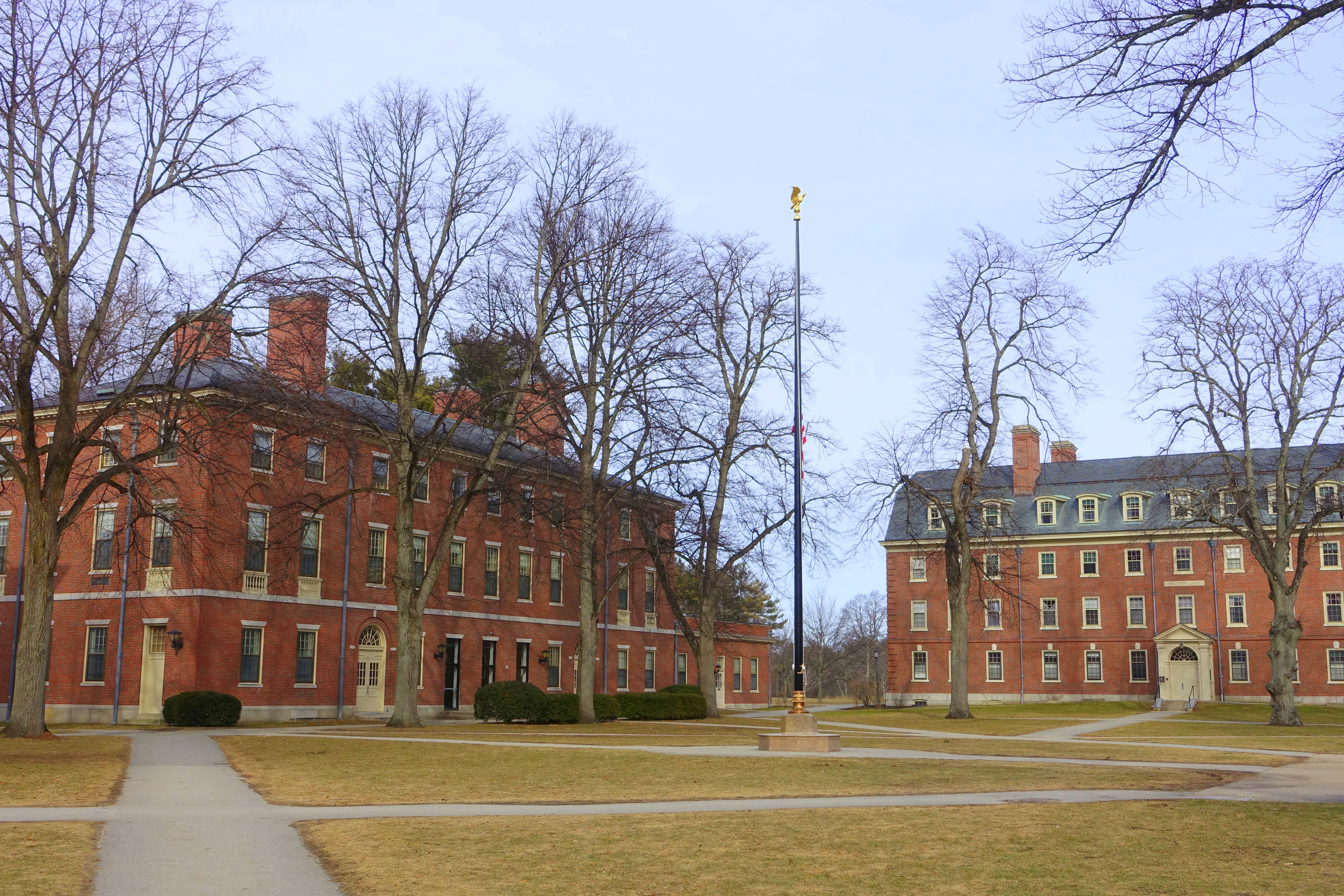
Centrale campus op Andover

## Sporten

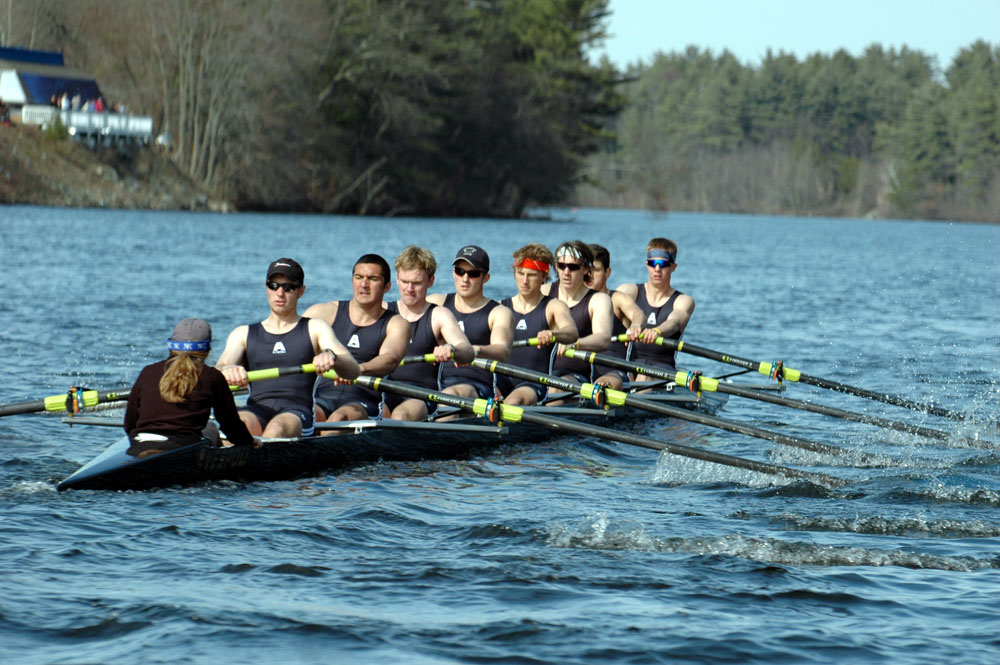
Een team van Andover doet mee aan races op de Merrimack River.

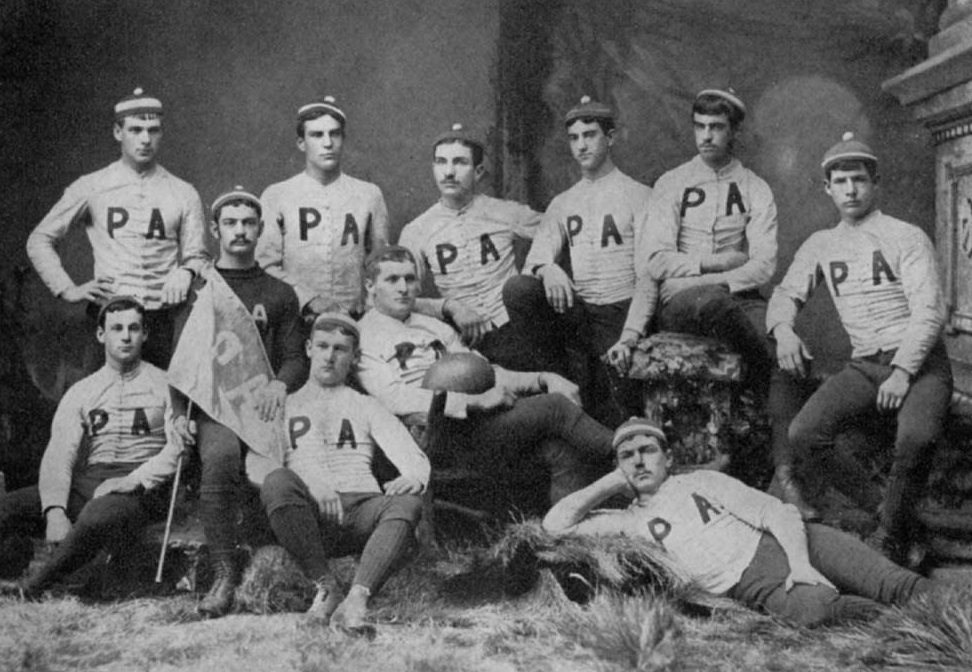
Andover football team poserend voor The Phillipian, 1883

Sportwedstrijden zijn al lang onderdeel van de tradities van de Phillips Academy. Reeds in 1805 werd football gespeeld op de sportvelden van de school, zo blijkt uit een brief die Henry Pearson in dat jaar schreef aan zijn vader, Eliphalet Pearson, met daarin de zin "I cannot write a long letter as I am very tired after having played at football all this afternoon." ("Ik kan nu geen lange brief schrijven, want ik ben erg moe na een hele middag football spelen.") De historisch eerste football-wedstrijd tussen scholen vond plaats in 1875, toen de Phillips Academy speelde tegen de Adams Academy.
Heden doet de Phillips Academy onder de privé-scholen in New England het goed op sportgebied. In 1903 werd de Constitution of the Phillips Academy Athletic Association opgesteld met als doel "sport voor iedereen". Andover heeft 29 sportprogramma's tussen scholen ingesteld en 44 programma's binnen de school waaronder lessen; onder andere wordt aandacht besteed aan schermen, tai chi, kunstschaatsen en yoga.
Sporters van Andover hebben in drie recente decennia meer dan 110 kampioenschappen in New England gewonnen, en namen daarbuiten ook deel aan wedstrijden, waaronder de Henley Royal Regatta in Henley, England.
De sport-directeuren van Andover en de overige leden van de Eight Schools Association (ESA) vormen een Sportraad, die sportactiviteiten en toernooien organiseert voor de gezamenlijke ESA-scholen. Andover is ook lid van de Sportraad voor scholen in New England.

## Studentenpopulatie
In het schooljaar 2020–2021 werd aan Andover een opleiding gevolgd door studenten uit 44 staten en 51 landen. Van de studenten geeft 41,9% aan niet-blank te zijn (Aziatisch 40,1%, zwart 10,4%, Hispanic/Latino 9,4%, oorspronkelijke bewoners van Hawaii of van de eilanden in de Grote Oceaan 1,2%, inheemse bewoners van de Amerikaanse continenten 2,3%). Van de studenten geeft 33,2% aan dat minstens één direct familielid een opleiding volgt of heeft gevolgd aan Andover.
Van de studenten aan Andover woont 73,7% in studentenverblijven op de campus, de overige 26,3% zijn dagstudenten die wonen in de regio rond Andover.
De studenten hebben zeer diverse politieke voorkeuren, in 2021 was de verdeling: 36,1% liberal, 13,2% onafhankelijk, 11,3% conservatief, 4,0% communist, 3,2% libertair, 3,2% socialist, 1,6% overig, de resterende 21,8% wist geen politieke voorkeur aan te geven.

### Phillips Academy Poll
De "Phillips Academy Poll" (ook bekend als de Andover Poll) is een opinieonderzoeksbureau gevestigd aan de Phillips Academy. Het bureau bestudeert politieke sentimenten door het telefonisch ondervragen van geregistreerde stemgerechtigden. Resultaten van peilingen die werden uitgevoerd door het bureau zijn gebruikt door MSNBC, Fox News, BBC News, The New Yorker, Politico, The Guardian, Newsweek, NPR, en FiveThirtyEight. De organisatie wordt gerund door studenten en het is het eerste peilingsbureau dat is georganiseerd door een school voor voortgezet onderwijs.

## Beroemde alumni

President George H. W. Bush
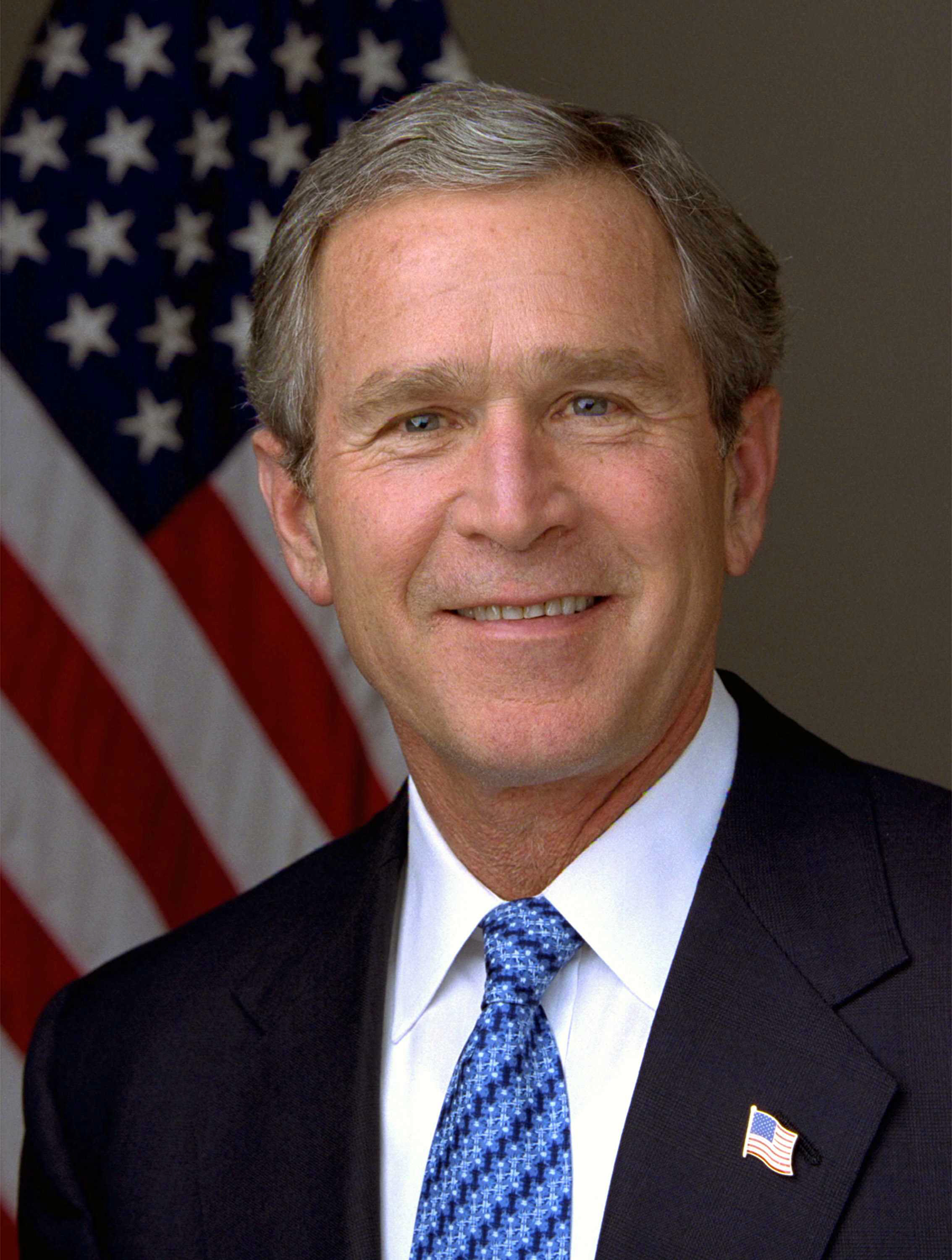
President George W. Bush
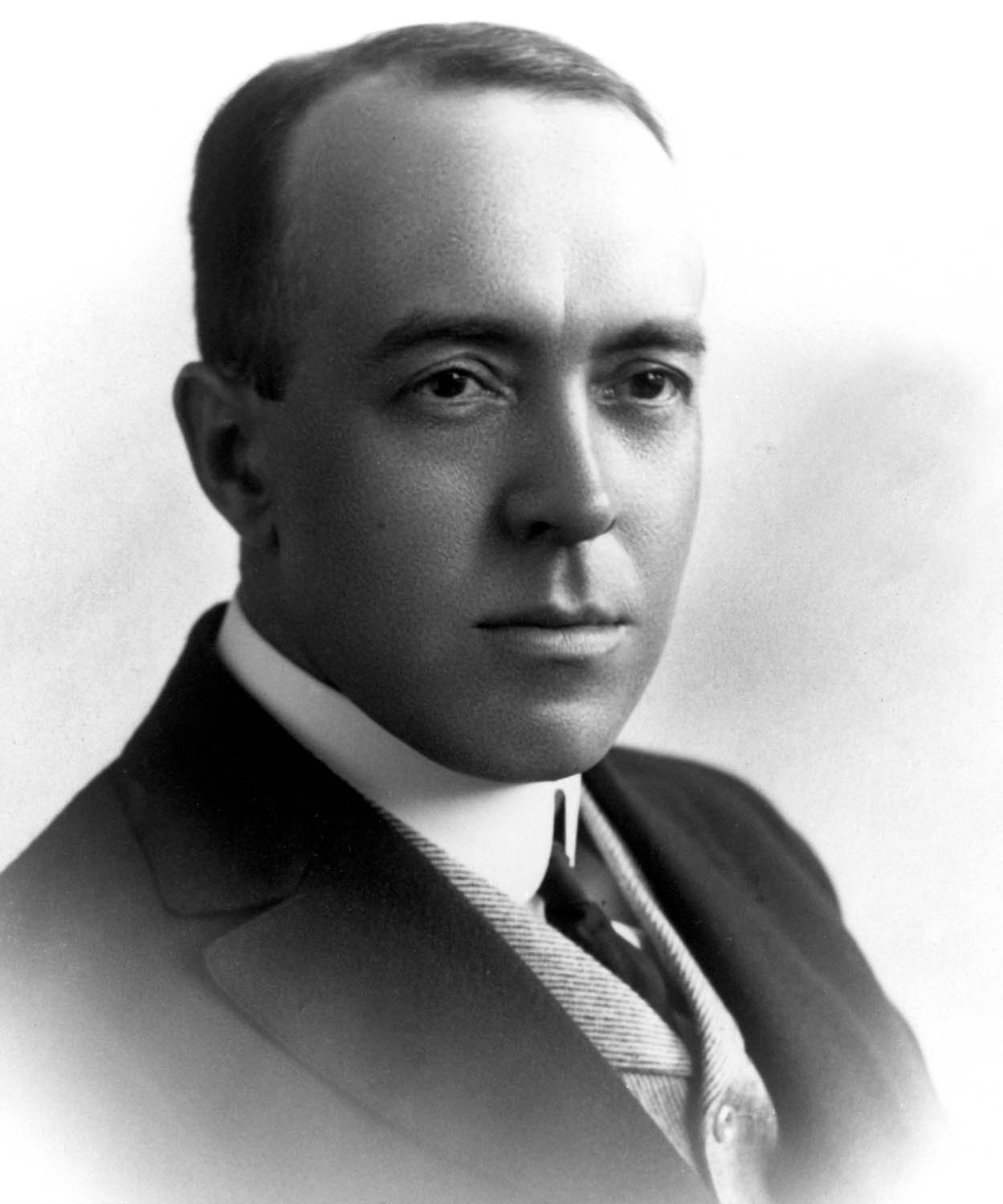
Edgar Rice Burroughs
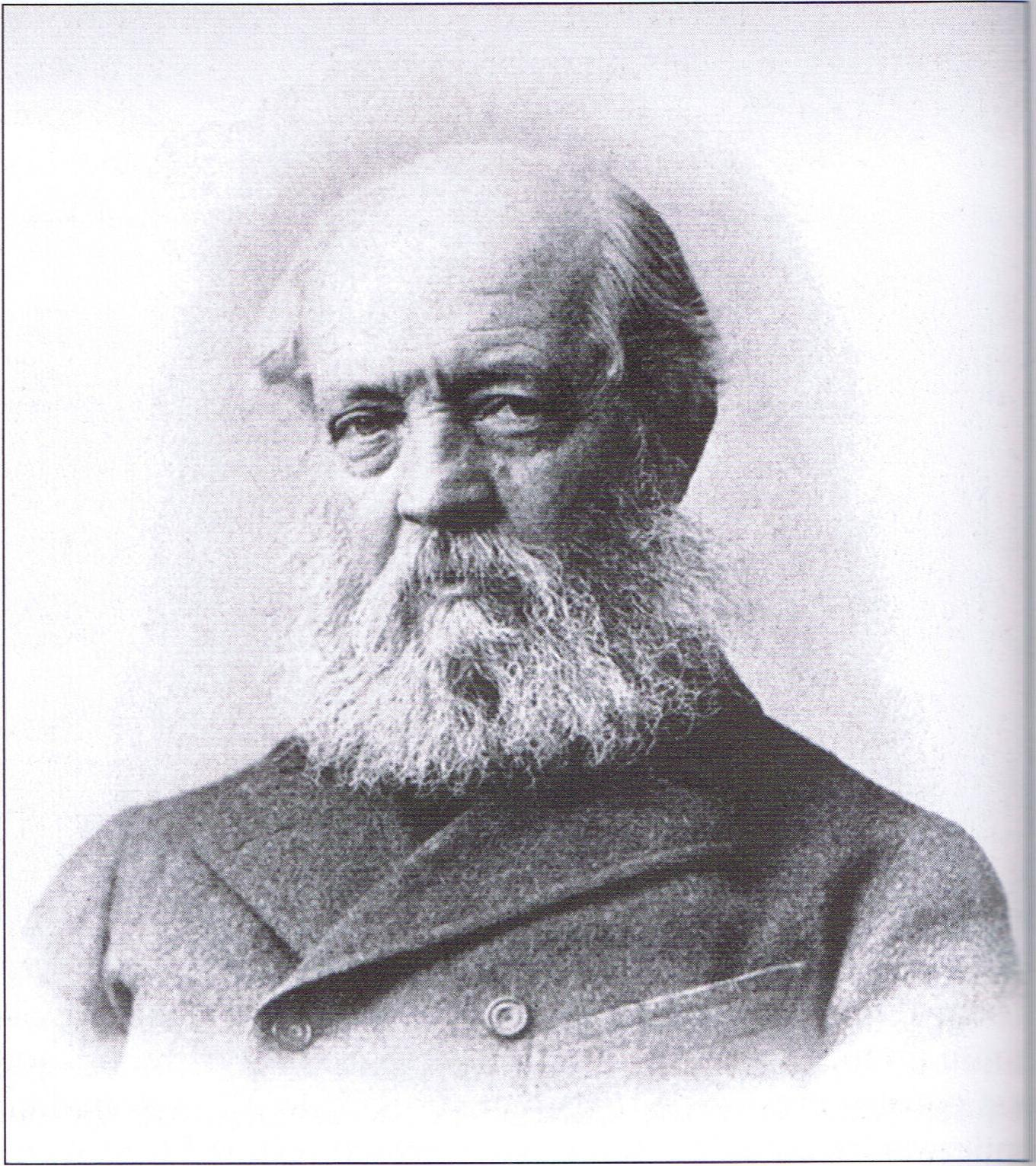
Frederick Law Olmsted
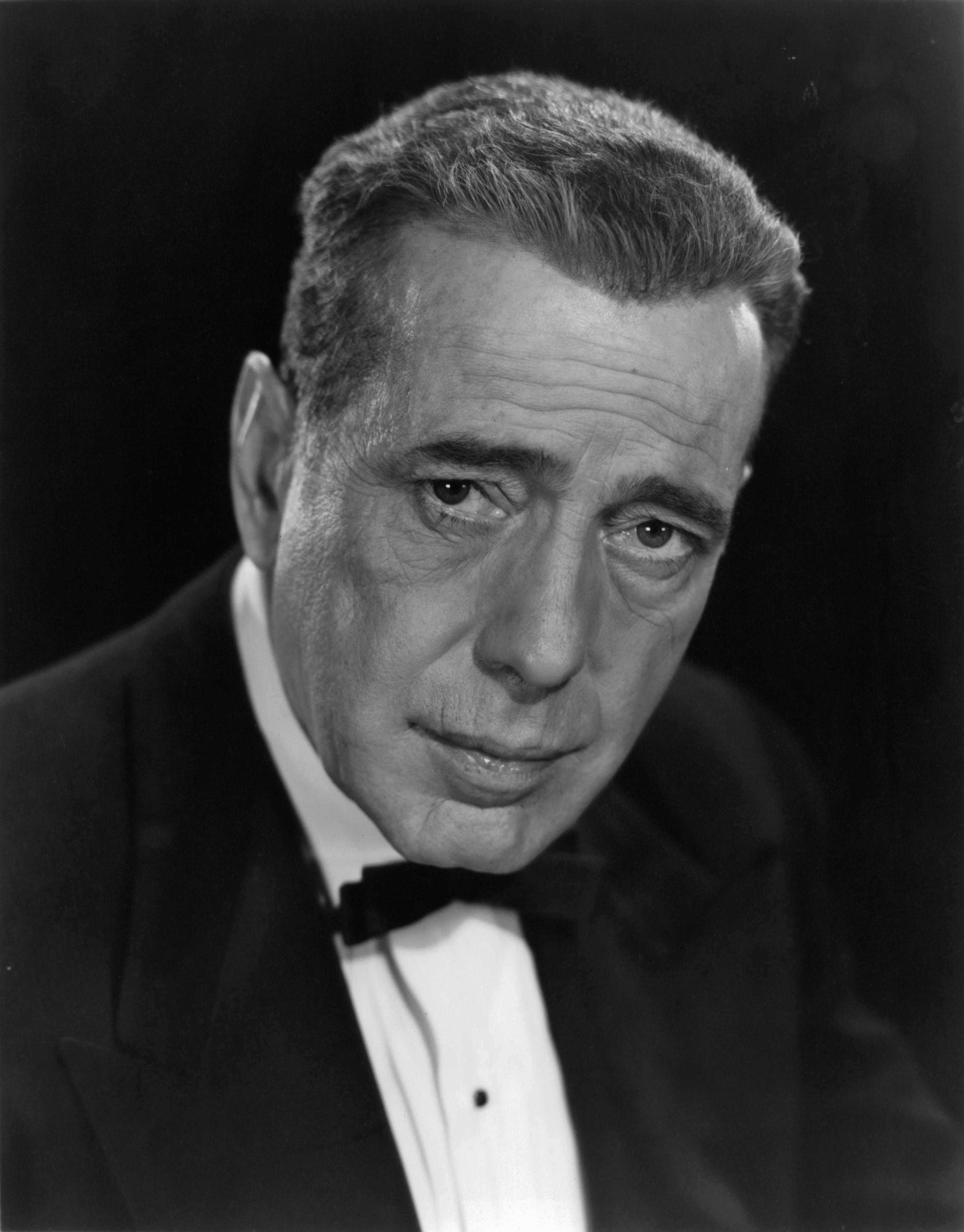
Humphrey Bogart
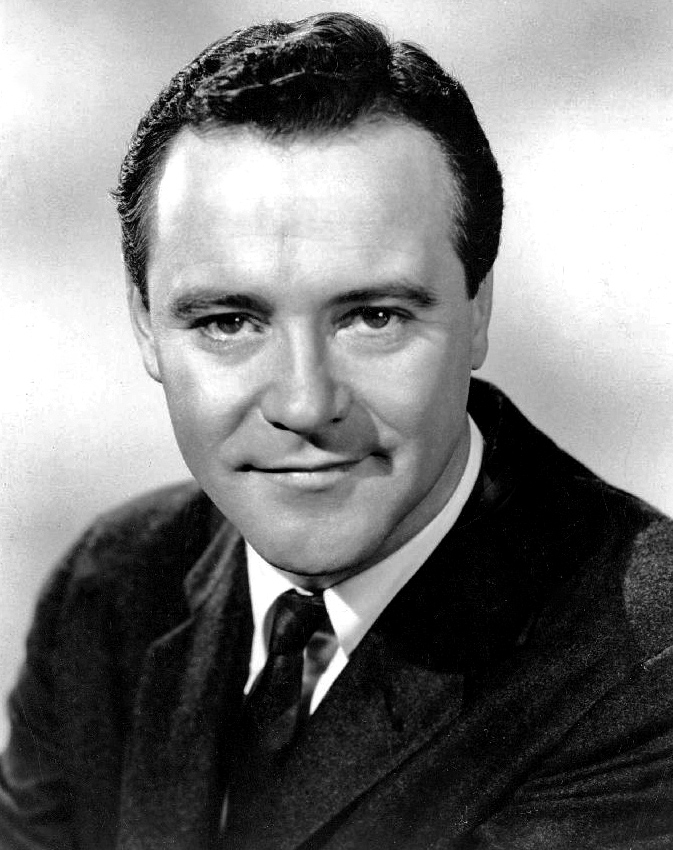
Jack Lemmon